# Фејт Кипјегон
Фејт Чепнгетич Кипјегон (рођена 10. јануара 1994.) је кенијска тркачица на средње и дуге стазе. Кипјегон је тренутно светска рекордерка на 1.500 метара и у трци на једну миљу. Оба светска рекорда је истрчала 2023. године, као и свој најбољи резултат на 5.000 метара који је био светски рекорд до 17. септембра 2023. када је Етиопљанка Гудаф Цегај истрчала најбрже време икада на 5.000 метара (14:00,21). На Олимпијским играма у Рио де Жанеиру 2016., Токију 2020. и Паризу 2024. Кипјегон је освојила златну медаљу у трци на 1.500 м. Освојила је и златну медаљу на 1.500 м на светским првенствима у атлетици 2017, 2022. и 2023. и на 5.000 м на Светском првенству у атлетици 2023. године.
Као јуниорка, Кипјегон је освојила златне медаље на Светском првенству у кросу 2011. и 2013. Победила је на 1.500 м на Светском првенству за млађе јуниоре 2011. и на Светском јуниорском првенству 2012. године.
Кипјегон је 2017. наведена у листи 100 најутицајнијих Африканаца од стране Новог Афричког магазина.

## Одрастање и лични живот
Фејт Кипјегон је била осмо од деветоро деце која су одрасла на фарми у селу у близини Керингета, округ Накуру у Великој долини (енгл. Great Rift Valley) у Кенији. Она потиче из племена Каленџина. Њена старија сестра и бивша партнерка на тренингу Беатрис Мутаи је трчала трке на 10 километара и полумаратоне. Њен отац Самјуел Кипјегон Коеч је трчао 400 м и 800 м у младости, док је њена мајка Лина Коеч такође имала контакт са атлетиком. Фејт је прво била фудбалерка све док са 14 година у школи није пробала атлетику. Стала је у ред за трчање на један километар на часу физичког васпитања и победила 20 метара испред другопласиране.
Фејт је удата за тркача на средње стазе Тимотија Китума, освајача бронзане медаље у трци на 800 метара на Олимпијским играма у Лондону 2012. године.
Почетком 2018. године Кипјегон је следила савет свог лекара и тренирала је све док није била између четвртог и петог месеца трудноће. Своје прво дете, ћерку Алин, родила је у јуну 2018. царским резом због погрешног положаја бебе. Кипјегон се вратила тренинзима у јануару 2019. после скоро 18 месеци паузе. Крајем јуна, шест месеци касније, 12 месеци након порођаја, истрчала је 3:59:04 на 1.500 метара на митингу Дијамантске Лиге Префонтејн класик (енгл. Prefontaine Classic) одржаној те године у Пало Алту.
Фејт тренира у Каптагату и Капсабету са тренером Патриком Сангом, освајачем две сребрне медаље на Светским првенствима (1991. и 1993.) и сребрне медаље на Олимпијским играма (1992.) у трци на 3000 м са препрекама. Са истим тренером тренира и светски рекордер у маратону Елиуд Кипчоге.

## Јуниорска каријера
Године 2010, са 16 година, босонога Кипјегон је дебитовала на  Светском првенству у кросу одржаном у Бидгошчу, у Пољској, Такмичећи се против тркачица до три године старијих од ње, заузела је четврто место у женској јуниорској трци и освојила златну медаљу са својим тимом (Кенијке су освојиле прва четири места у овој трци).
2011. је трчала 1.500 м на Светском првенству за млађе јуниоре у Вилнев-д'Аску, Француска, победивши испред две етиопске тркачице са временом 4:09,48, оборивши рекорд шампионата.
На Светском јуниорском првенству одржаном у јулу 2012. у Барселони, поново је поставила рекорд шампионата и освојила злато у трци на 1.500 метара са временом 4:04,96. Друго и треће место заузеле су Српкиња Амела Терзић и Етиопљанка Сенбере Тефери.
На почетку сезоне 2013. Кипјегон је одбранила јуниорску титулу на Светском првенству у кросу у Бидгошчу. Она је 10. маја на митингу Дијамантске лиге у Дохи први пут пробила 4-минутну баријеру у трци на 1.500. м, истрчавши афрички јуниорски рекорд и сениорски рекорд Кеније у времену од 3:56,98. Кипјегон је завршила тада друга иза шведске тркачице Абебе Арегави, али испред трећепласиране Етиопљанке Гензебе Дибаба. У августу, на Светском првенству у Москви, 19-годишња Фејт Кипјегон је била пета у финалу у времену 4:05,08.

## Сениорска каријера
У мају 2014. Кипјегон је била члан тима Кеније који је освојио златну медаљу у трци штафета 4 × 1500 м на првом Светском првенству у штафетама у Насауу на Бахамима. Репрезентација Кеније, где су поред Фејт трчале и Мерси Чероно, Ирен Џелагат и Хелен Обири, победила је испред Сједињених Држава и Аустралије, те поставила нови светски рекорд у времену од 16:33,58.

### Светски рекорди
Кипјегон је 2. јуна 2023. оборила светски рекорд на 1.500 м у времену од 3:49,11 и постала тако прва жена у историји која је пробила баријеру од 3 минута и 50 секунди. У овој трци Кипјегон је првих 800 метара истрчала за 2:04,1, а 1.000 метара за 2:50,2. Кипјегон је била сензационална у последња два круга, истрчавши последњих 800 за 2:00,6, последњих 400 за 58,81, а последњих 200 за 29,2 секунди. На митингу у Паризу 7. јула 2024. Кипјегон је победила у трци на 1.500 метара у времену новог светског рекорда 3:49,04.
Кипјегон је истрчала два светска рекорда за недељу дана. 9. јуна је оборила светски рекорд на 5.000 метара Летесенбет Гидеј од 14:06,62 постављеног 2020. године. Нови светски рекорд Фејт Кипјегон био је изненађење јер је то била њена трећа трка икада на 5.000 метара. Трчећи са Летесенбет на Париском митингу Дијамантске лиге, дебело је надмашила свој стари лични рекорд (14:31,95) истрчавши нови светски рекорд у времену 14:05,20. Кипјегон је претрчала последњи круг за 60,6 секунди. Кипјегон је овом трком постала тек друга жена у историји која је истовремено држала оба светска рекорда: на 1.500 м и на 5.000 м.
У новембру 2022. у интервјуу за Атлетикс викли (енгл. Athletics Weekly) Фејт је изјавила је да би у будућности волела да трчи маратоне.

## Достигнућа
Све информације преузете са профила Фејт Кипјегон на сајту Светске атлетике.

### Лични рекорди
| Деоница             | Време (минути:секунде.стотинке) | Место            | Датум               | Белешка                    |
| ------------------- | ------------------------------- | ---------------- | ------------------- | -------------------------- |
| 800 метара          | 1:57,68                         | Доха, Катар      | 25. септембар 2020. |                            |
| 1.000 метара        | 2:29,15                         | Фонтвајл, Монако | 14. август 2020.    |                            |
| 1.500 метара        | 3:49,04                         | Париз, Француска | 7. јул 2024.        | СР                         |
| Миља                | 4:07,64                         | Фонтвајл, Монако | 21. јул 2023.       | СР                         |
| 3.000 метара        | 8:23,55                         | Доха, Катар      | 9. мај 2014.        |                            |
| 5.000 метара        | 14:05,20                        | Париз, Француска | 9. јун 2023.        | СР (до 17. септембра 2023) |
| 4 × 1.500 м штафета | 16:33,58                        | Насау, Бахами    | 24. мај 2014.       | АР                         |

### Међународна такмичења
| Година | Такмичење                          | Место                            | Позиција | Дисциплина          | Резултат | Белешка |
| ------ | ---------------------------------- | -------------------------------- | -------- | ------------------- | -------- | ------- |
| 2010.  | Светско првенство у кросу          | Бидгошч, Пољска                  | 4.       | Јуниорке 5.833 км   | 19:02    |         |
| 2010.  | Светско првенство у кросу          | Бидгошч, Пољска                  | 1st      | Јуниорке екипно     | 10 поена |         |
| 2011.  | Светско првенство у кросу          | Пунта Умбриа, Шпанија            | 1.       | Јуниорке 6 км       | 18:53    |         |
| 2011.  | Светско првенство у кросу          | Пунта Умбриа, Шпанија            | 2nd      | Јуниорке екипно     | 19 поена |         |
| 2011.  | Светско првенство за млађе јуниоре | Вилнев д’Аск, Француска          | 1.       | 1.500 м             | 4:09,48  |         |
| 2012.  | Првенство Африке у кросу           | Кејптаун, Јужноафричка Република | 1.       | Јуниорке 6 км       | 19:32    |         |
| 2012.  | Светско првенство за јуниоре       | Барселона, Шпанија               | 1.       | 1.500 м             | 4:04,96  |         |
| 2012.  | Олимпијске игре                    | Лондон, Уједињено Краљевство     | 16.      | 1.500 м             | 4:08,78  |         |
| 2013.  | Светско првенство у кросу          | Бидгошч, Пољска                  | 1.       | Јуниорке 6 км       | 17:51    |         |
| 2013.  | Светско првенство у кросу          | Бидгошч, Пољска                  | 1.       | Јуниорке екипно     | 14 поена |         |
| 2013.  | Светско првенство                  | Москва, Русија                   | 5.       | 1.500 m             | 4:05,08  |         |
| 2014.  | Првенство Африке у кросу           | Кампала, Уганда                  | 1.       | Сениорке 8 км       | 25:33,02 |         |
| 2014.  | Првенство Африке у кросу           | Кампала, Уганда                  | 1.       | Сениорке екипно     | 10 поена |         |
| 2014.  | Светско првенство у штафетама      | Насау, Бахами                    | 1.       | 4 × 1.500 м штафета | 16:33,58 |         |
| 2014.  | Игре Комонвелта                    | Глазгов, Уједињено Краљевство    | 1.       | 1.500 м             | 4:08,94  |         |
| 2014.  | Првенство Африке                   | Маракеш, Мароко                  | 5.       | 1.500 м             | 4:13,46  |         |
| 2015.  | Светско првенство                  | Пекинг, Кина                     | 2.       | 1.500 м             | 4:08,96  |         |
| 2016.  | Олимпијске игре                    | Рио де Жанеиро, Бразил           | 1.       | 1.500 м             | 4:08,92  |         |
| 2017.  | Светско првенство у кросу          | Кампала, Уганда                  | 6.       | Сениорке 9.858 км   | 32:49    |         |
| 2017.  | Светско првенство у кросу          | Кампала, Уганда                  | 1.       | Сениорке екипно     | 10 поена |         |
| 2017.  | Светско првенство                  | Лондон, Уједињено Краљевство     | 1.       | 1.500 м             | 4:02,59  |         |
| 2019.  | Светско првенство                  | Доха, Катар                      | 2.       | 1.500 м             | 3:54,22  |         |
| 2021.  | Олимпијске игре                    | Токио, Јапан                     | 1.       | 1.500 м             | 3:53,11  |         |
| 2022.  | Светско првенство                  | Јуџин, САД                       | 1.       | 1.500 м             | 3:52,96  |         |
| 2023.  | Светско првенство                  | Будимпешта, Мађарска             | 1.       | 1.500 м             | 3:54,87  |         |
| 2023.  | Светско првенство                  | Будимпешта, Мађарска             | 1.       | 5.000 м             | 14:53,88 |         |
| 2024.  | Олимпијске игре                    | Париз, Француска                 | 1.       | 1.500 м             | 3:51,29  | ОР      |
| 2024.  | Олимпијске игре                    | Париз, Француска                 | 2.       | 5.000 м             | 14:29,60 |         |